# Núi Tabor
Núi Tabor (tiếng Hebrew: הַר תָּבוֹר, tiếng Hy Lạp: Όρος Θαβώρ) là một núi của Israel ở vùng Galilea Hạ, nằm ở đầu phía đông của thung lũng Jezreel, cách Biển hồ Galilee 17 km về phía tây. Núi này được nhiều người Kitô giáo tin là nơi chúa Giêsu đã biến hình và là nơi diễn ra trận đánh giữa Barak và quân đội của Jabin do Sisera chỉ huy. Nó cũng được gọi là Har Tavor, Itabyrium, Jebel et-Tur, và núi Biến hình.
Hai thành phố của người Israel gốc Ả Rập nằm ở chân núi: Shibli-Umm al-Ghanam (phía đông) và Daburiyya (phía tây) cũng như một cộng đoàn người Do Thái gọi là Kfar Tavor.

## Địa chất
Núi Tabor là một horst, không phải núi lửa. Mặc dù nó gần giống các núi Nazareth, nhưng nó có một dạng địa chất riêng.

## Lịch sử

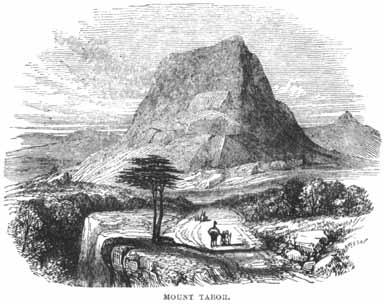
Núi Tabor, 1851

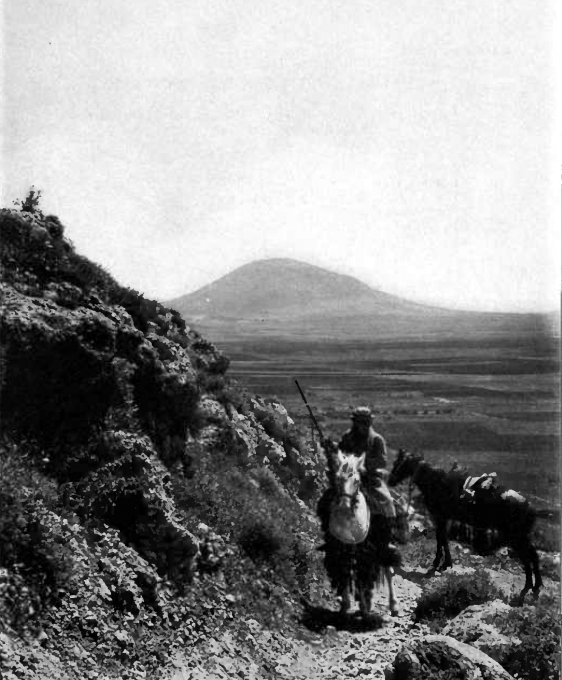
Núi Tabor, nhìn từ núi Carmel, năm 1912

Ở chân núi có điểm nối các đường quan trọng: Via Maris từ thung lũng Jezreel đi qua đây về phía bắc hướng tới Damascus. Vị trí nằm trên trục giao lộ và thành hệ phồng lên bên trên khu vực chung quanh của nó khiến nó có giá trị chiến lược, và chiến tranh đã xảy ra ở khu vực này nhiều thời kỳ khác nhau trong lịch sử.

### Thời Joshua và các Thẩm phán
Núi Tabor được nói tới lần đầu trong Thánh Kinh, ở Joshua 19:22, như ranh giới của 3 bộ tộc: Zebulun, Issachar và Naphtali. Sự quan trọng của núi này xuất phát từ việc kiểm soát chiến lược của mối giao lộ tuyến đường bắc-nam của miền Galilea cùng với xa lộ đông-tây của thung lũng Jezreel. Nữ tiên tri Deborah đã triệu tập Barak của bộ tộc Naphtali và cho ông biết lệnh của Chúa: "Hãy đi tới vùng núi Tabor chiêu mộ lấy 10 ngàn người trong số con cái Naphtali và trong số con cái Zebulun" (sách Thẩm phán 4:6). Từ trên núi xuống, những người Israel đã tấn công và đánh bại Sisera và những người Canaan.

### Thời kỳ Đền thờ thứ hai
Trong thời Đền thờ thứ hai, núi Tabor là một trong các ngọn núi trên đó có tục lệ đốt đống lửa hiệu để thông tin các ngày lễ và các ngày đầu tháng mới cho các làng phía bắc.
Alexander của Judaea thuộc vương quốc Hasmoneus, người lãnh đạo cuộc nổi dậy chống Aulus Gabinius, thái thú cổ La Mã ở Syria, với đội quân 31.000 người từ Judea, đã bị đánh bại trong một trận ở gần núi Tabor. Khoảng 10.000 chiến binh Do Thái bị giết trong trận này và bản thân Alexander bị bắt và bị hành hình.
Năm 66 sau CN trong chiến tranh La Mã-Do Thái thứ nhất (First Jewish-Roman War), những người Do Thái miền Galilea đã đào hào đắp lũy ở núi này dưới sự chỉ huy của Josephus Flavius, từ đó họ phòng thủ chống lại cuộc tấn công của người La Mã.
Núi Tabor là một trong 19 thành phố nơi người nổi dậy ở miền Galilea đã củng cố, dưới sự chỉ huy của Yosef Ben Matityahu. Theo những điều được viết trong sách "The Wars of the Jews", Vespasian đã phái một đội quân 600 kỵ binh, dưới quyền chỉ huy của Platsidus, chống quân nổi dậy. Platsidus biết rằng mình không thể lên tới đỉnh núi dốc với lực lượng của mình, nên vì thế ông gọi quân nổi dậy đi xuống núi. Một toán quân nổi dậy Do Thái đã đi xuống núi, làm như là để thương thuyết với Platsidus, nhưng họ đã tấn công ông ta. Lực lượng La Mã ban đầu đã rút lui, nhưng khi họ đã ở trong thung lũng, thì họ liền quay trở lại núi, tấn công quân nổi dậy Do Thái, giết nhiều người và chặn đường không cho những quân nổi dậy còn lại tìm cách trốn lên đỉnh núi. Nhiều người Do Thái nổi dậy đã lìa bỏ núi Tabor trở lại Jerusalem. Những người nổi dậy còn lại ở công sự trên núi đã đầu hàng, sau khi nguồn nước mà họ có, bị cạn kiệt. Sau đó họ đã trao núi cho Platsidus.
Sau khi Đền thờ thứ hai bị phá hủy thì nơi định cư của người Do Thái ở núi Tabor được phục hồi.

### Thời Byzantine và các thời Trung cổ
Do tính cách quan trọng của núi Tabor trong truyền thống Kitô giáo, nó trở thành tiêu điểm của việc hành hương, bắt đầu từ thế kỷ thứ 4. Theo các mô tả của những người hành hương, thì trong thế kỷ thứ 6 đã có 3 nhà thờ trên đỉnh núi, và trong thế kỷ thứ 8 có 4 nhà thờ và một tu viện. Trong thời cai trị của người Ả Rập, đã xảy ra một trận đánh ở núi Tabor năm 947 giữa các phe phái khác nhau để nắm quyền kiểm soát nước Israel nhân danh Abbasid Caliphate.
Trong thời Thập tự chinh, núi này đổi chủ nhiều lần giữa những người Hồi giáo và Kitô giáo. Năm 1099 quân Thập tự chinh đã xây công sự củng cố khu vực nhà thờ và tu viện ở đỉnh núi, để bảo vệ che chở những người hành hương khỏi bị những người Hồi giáo tấn công. Năm 1212 núi này bị sultan Al-Adil I của vương triều Ayyubid chiếm đóng và thiết lập một pháo đài lớn hơn ở đó, nhưng đến năm 1229 những người Kitô giáo đã chiếm lại. Năm 1263 Baybars I của Mamluk chiếm pháo đài và phá hủy các tòa nhà trên núi.

### Thời hiện đại
Năm 1799, trong cuộc viễn chinh của Napoleon Bonaparte tới Israel, đã xảy ra trận đánh trong thung lũng giữa núi Tabor và đồi Moreh, trong đó lực lượng Pháp có khoảng 3.000 binh sĩ dưới quyền chỉ huy của Napoleon và tướng Jean Baptiste Kléber chống lại lực lượng chiến binh Mamluk khoảng 20.000 binh sĩ.
Cuối thế kỷ 19 và đầu thế kỷ 20 bộ lạc Bedouin Arab-A Tzabiach định cư ở núi này. Những người trong bộ lạc được những người Do Thái ở các nơi định cư lân cận Kfar Tavor và Ilaniya thuê mướn làm việc, nhưng đã bất hòa với họ vì họ hay ăn trộm.
Trong cuộc Chiến tranh Ả Rập-Israel 1948 các thành viên của bộ lạc Arab-A Tzabiach tham gia Quân đội giải phóng Ả Rập của Fawzi al-Qawuqji đã giết 7 người làng Beit Keshet trong số các người khác. Đầu tháng 5 năm 1948 Lữ đoàn Golani chiếm núi Tabor. Các thành viên bộ tộc nói trên chạy trốn sang Syria và vương quốc Jordan, ngoại trừ một nhánh của bộ lạc, thị tộc Shibli, mà các thành viên hợp tác với những người của lực lượng Haganah và ở lại Israel. Sau chiến tranh, làng của họ được tái thiết, gọi là làng Ả Rập Al-Shibli mà ngày nay là một phần của làng Shibli-Umm al-Ghanam.

## Địa điểm hành hương Kitô giáo
Theo Kitô giáo, núi Tabor là một trong các nơi mà có thể Chúa Giêsu đã biến hình, trong đó Ngài bắt đầu tỏa sáng ra chung quanh và được nhìn thấy đàm đạo với Moses và Elijah. Cảnh này được tường thuật rong các Phúc âm nhất lãm, cũng như được ám chỉ tới trong Thư thứ hai của Phêrô (1:16-18), nhưng không trình thuật nào xác định tên "núi cao" của cảnh nói trên. Sự xác nhận núi Tabor là nơi chúa Giêsu biến hình là do Origen ở thế kỷ thứ 3. Nó cũng được St. Cyril of Jerusalem và St. Jerome nói đến trong thế kỷ thứ 4. Sau này, trong thế kỷ thứ 5, nó cũng được nói tới trong Transitus Beatae Mariae Virginis. Theo truyền thuyết thì núi Hermon cũng có thể là nơi chúa Giêsu biến hình (chứ không phải núi Tabor).
Năm 1101, khi quân Thập tự chinh kiểm soát vùng này, các nam tu sĩ dòng Benedictine đã xây dựng lại một vương cung thánh đường bị đố nát và dựng lên một tu viện được củng cố bằng công sự.
Hiện nay, trên đỉnh núi này có 2 tu viện Kitô giáo, một thuộc Chính thống giáo phương Đông ở khu vực đông bắc, và một thuộc Công giáo La Mã ở khu vực đông nam.

### Nhà thờ Chúa biến hình

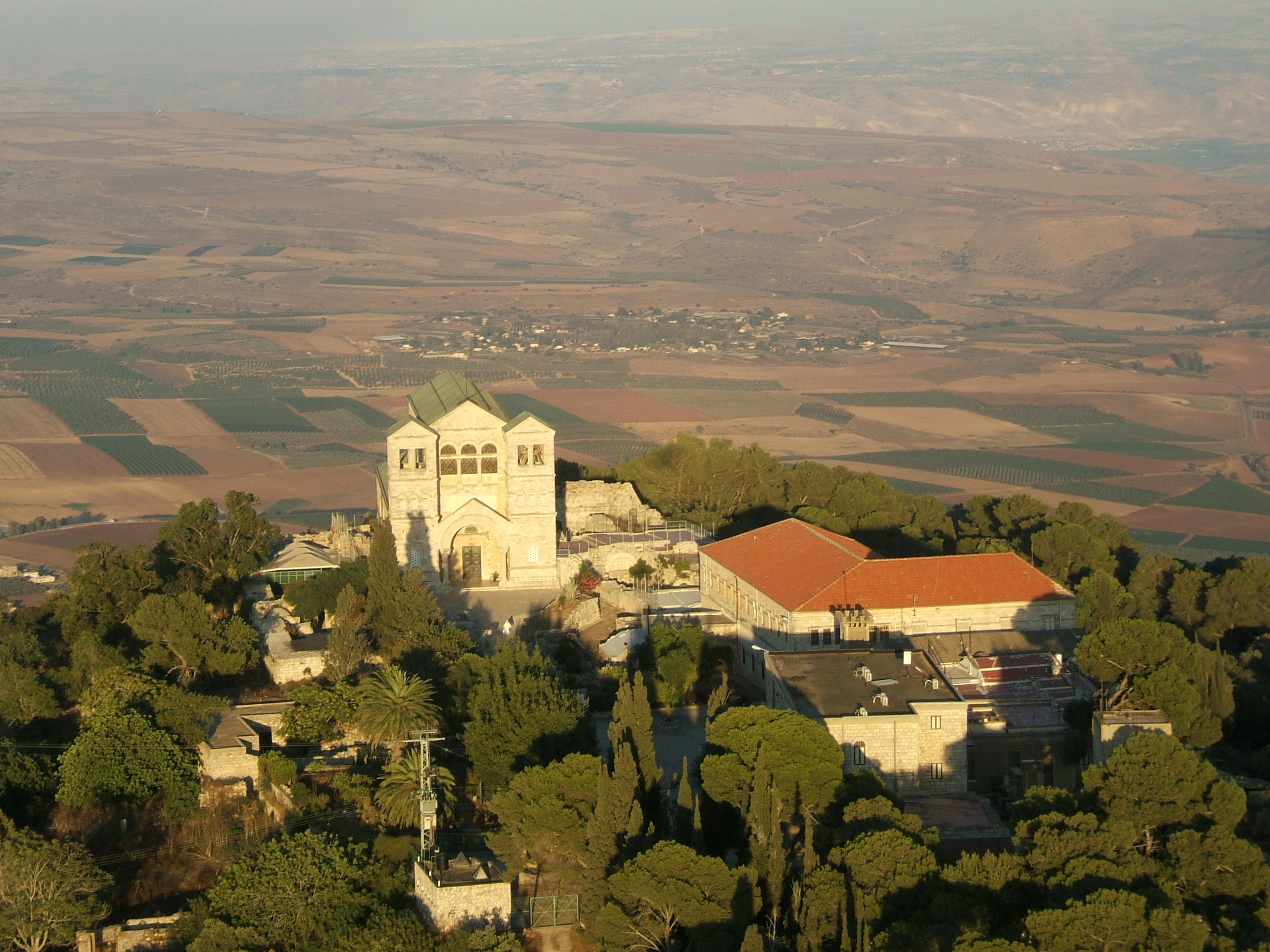
Cảnh nhà thờ Chúa biến hình ở đỉnh núi, nhìn từ không trung, chia ra Chính thống giáo phương Đông (đông bắc) và Công giáo La Mã (đông nam).

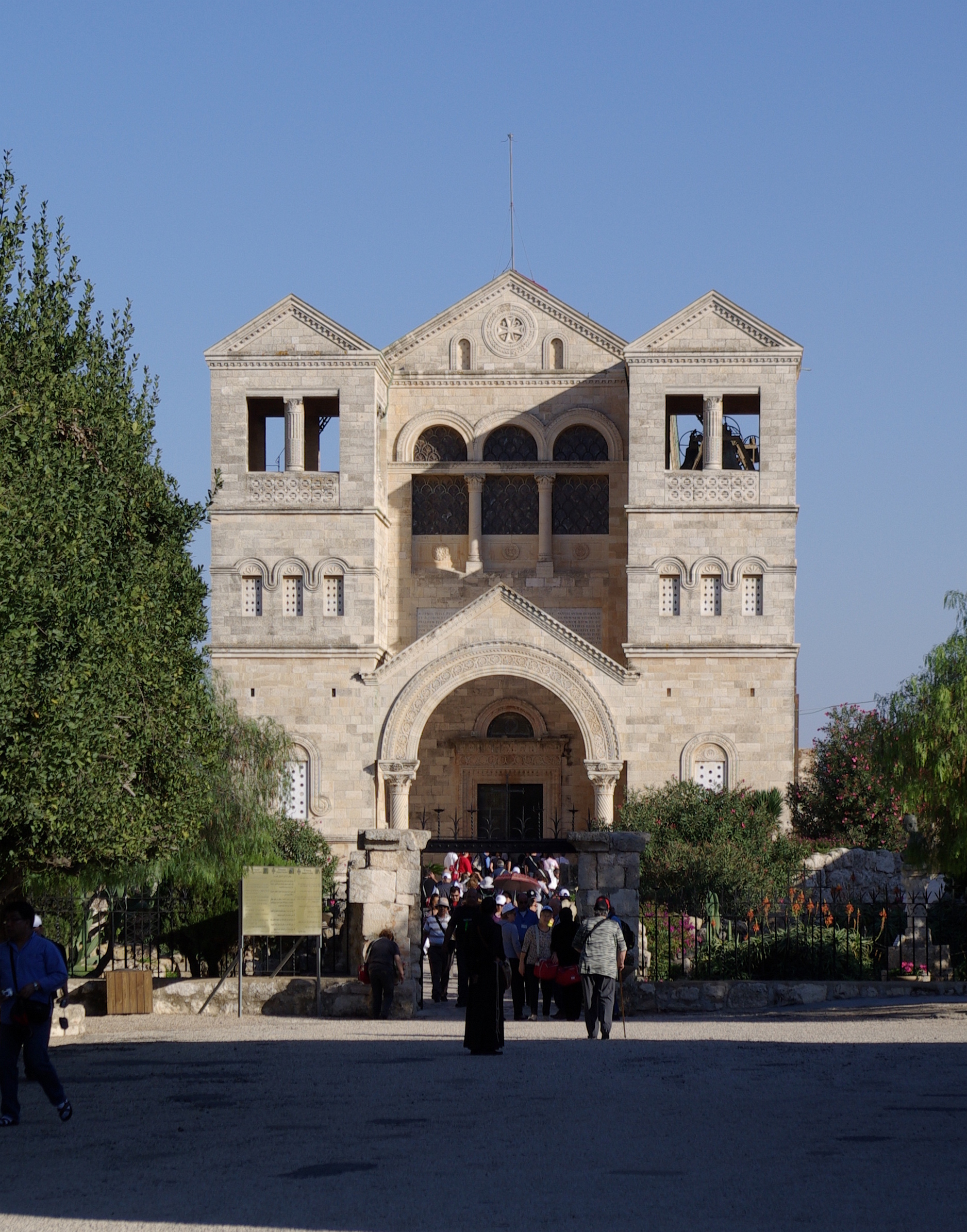
Nhà thờ Chúa biến hình trên núi Tabor.

Từ năm 1919 tới 1924 một nhà thờ Công giáo La Mã nguy nga của dòng Phanxicô gọi là "nhà thờ Chúa biến hình" được xây trên đỉnh núi Tabor. Vị kiến trúc sư thiết kế nhà thờ này, cũng như các nhà thờ khác ở Israel, là Antonio Barluzzi. Nhà thờ được xây trên tàn tích của một nhà thờ thời Byzantine từ thế kỷ thứ 5 hoặc thứ 6, và một nhà thờ của quân Thập tự chinh từ thế kỷ thứ 12, được xây để vinh danh Tancred, hoàng tử Galilea. Các tu sĩ khất thực sống trong một tu viện bên cạnh nhà thờ, thiết lập từ năm 1873.
Nhà thờ được xây trên 3 gian dọc, cách nhau bởi 2 hàng cột giữ nóc vòm. Trong 2 tháp chuông ở 2 bên lối vào chính, là 2 nhà nguyện. Nhà nguyện phía bắc cung hiến cho Moses, trong chứa một ảnh của ông khi nhận các tấm bia đá khắc 10 giới răn ở trên núi Sinai; còn nhà nguyện phía nam cung hiến cho tiên tri Elijah, trong đó có ảnh của ông khi đối đầu với các tiên tri của thần Ba'al ở Keren-Hakarmel.
Ở phần trên của nhà thờ, bên trên bàn thờ, có một tranh khảm mô tả việc chúa Giêsu biến hình, và trong ngày lễ Chúa biến hình (cũng gọi là lễ Hiển dung) bắt đầu ngày 6 tháng 8, thì nó được chiếu sáng bởi các tia nắng được phản chiếu lại từ một tấm gương đặt ở sàn nhà thờ.
Một khối đá gần lối vào nhà thờ có bản khắc chữ Hy Lạp cổ, và bên cạnh đó là bản khắc một thập giá. Bên cạnh nhà thờ là tàn tích của tu viện San Salvatore (Monastère St Salvador) được dòng Benedìct thiết lập năm 1101.

### Đền thờ Chính thống giáo phương Đông

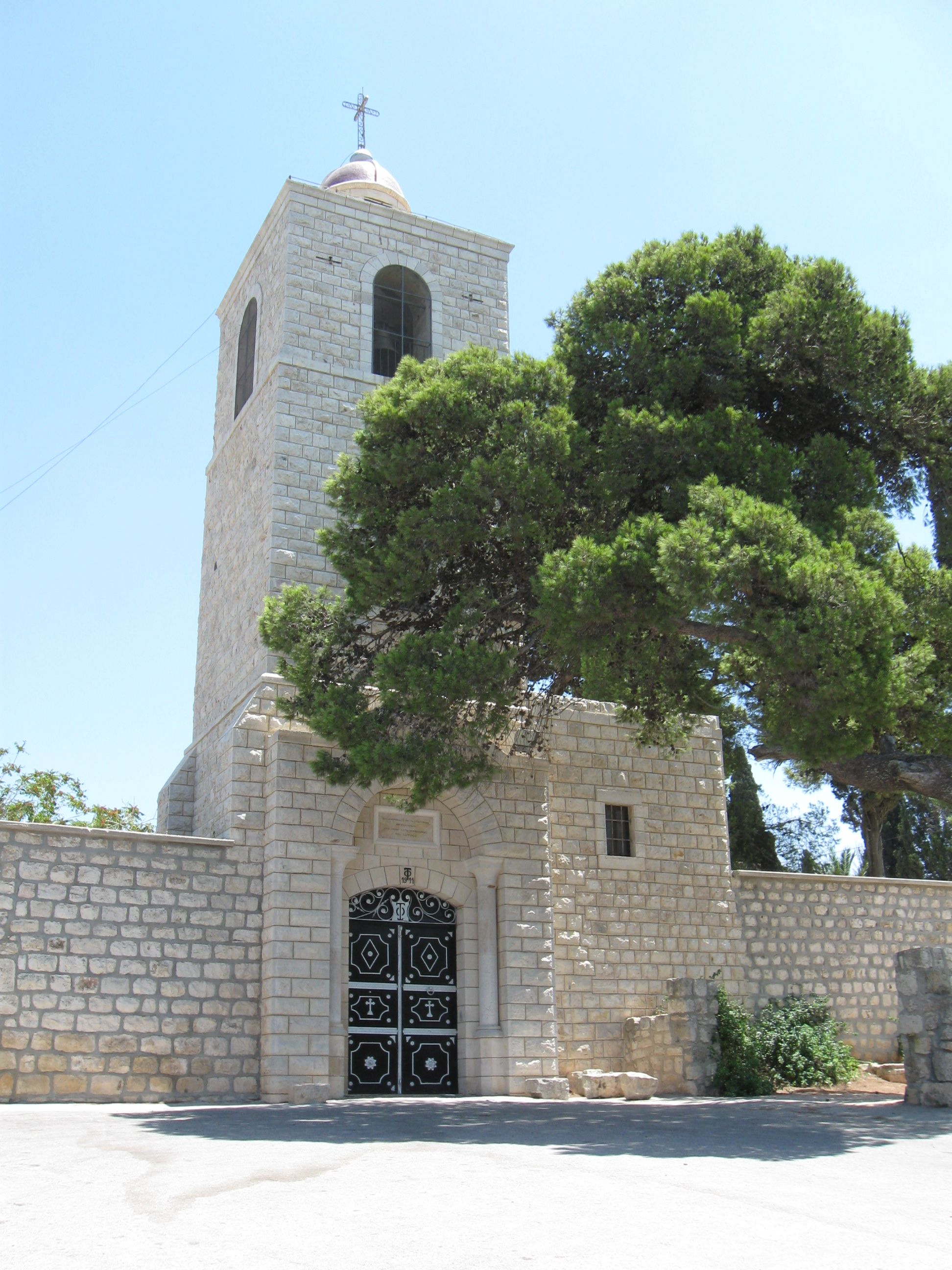
Tháp chuông của tu viện Chính thống giáo phương Đông.

Ở phía đông bắc của Nhà thờ Chúa biến hình, có một nhà thờ Chính thống giáo khiêm tốn hơn được xây dựng năm 1862 do România tài trợ. Nhà thờ này được cung hiến cho tiên tri Elijah, và là kiến trúc tôn giáo đầu tiên do các Kitô hữu Romania xây trên đất Thánh.
Ở phía tây bắc của nhà thờ có một hang động được đặt theo tên Melchizedek, vua của Salem. Theo truyền thuyết Kitô giáo, hang động này là nơi Abraham gặp gỡ vua Salem. Hang động này được những người hành hương và Kitô giáo biết đến trong thời Trung cổ. Với việc gia tăng hành hương, ngày nay nhà thờ mở cửa cho công chúng vào các giờ thông thường.
Một All-Night Vigil (buổi Canh thức suốt đêm) được tổ chức ở đền thờ Chính thống giáo phương Đông hàng năm vào ngày lễ Chúa biến hình của Chính thống giáo (19 tháng 8, là ngày 6 tháng 8 lịch Julius).

## Thực vật
Núi Tabor được che phủ hoàn toàn bởi các cây đặc thù của Israel cho tới khi đế quốc Ottoman cai trị. Trong thời gian này, phần lớn các cây đã bị đốn. Như một phần của nỗ lực của "Quỹ quốc gia Do Thái" nhằm tái lập cảnh quan trong nước, khu vực này đã được tái trồng rừng bằng các cây tương tự như hệ thực vật ban đầu. Ngày nay phần lớn các cây ở núi Tabor là cây thông.

## Du lịch

### Lên núi
Núi Tabor nằm bên xa lộ 65. Có thể lên đỉnh núi bằng xe ôtô cá nhân bằng đường Shibli lên núi, hoặc bằng Israel National Trail.
Ngày nay, việc lên đỉnh núi này không đòi hỏi nhiều cố gắng, nhưng trước đây khoảng 1.600 năm, người ta phải đi bộ lên không ít hơn 4.340 bậc mới lên tới đỉnh núi.

### Các lối đi bộ
Có 2 lối đi bộ: lối đi dài, bắt đầu từ làng Bedoiun Shibli, có chiều dài khoảng 5 km và một lối đi tự nhiên ngắn khoảng 2,5 km ở đỉnh núi.
Lối đi chung quanh núi xuyên qua vùng rừng Địa Trung Hải phát triển tốt. Màu sắc luân phiên thay đổi sang màu xanh lá cây ở phần phía đông của lối đi. Đàng sau tu viện, có thể nhìn thấy các vết tích còn lại từ cuộc chiến tranh La Mã-Do Thái thứ nhất. Ở lối đi có tầm nhìn quang cảnh thung lũng Jezreel, núi Gilboa, các núi Samaria, núi Carmel, cao nguyên Golan, Gilead, miền Galilea Hạ và Galilea Thượng. Trong những ngày có tầm nhìn rõ ràng thì có thể nhìn thấy núi Hermon.
Israel National Trail đi lên núi từ điểm nối giao lộ Gazit và làng Shibli, quanh đỉnh núi rồi đi xuống qua làng Ả Rập Daburiyya tới các núi Nazareth.

### Các hoạt động trên núi Tabor
- Vào tháng Tư hàng năm, Hội đồng miền Galilea Hạ đều tổ chức cuộc đua marathon quanh núi Tabor để tưởng niệm Yitzhak Sadeh, vị chỉ huy đầu tiên của Palmach và là một trong những người sáng lập Lực lượng quốc phòng Israel vào lúc độc lập của nhà nước Israel.
- Săn bắn các thú vật nhỏ trong một số mùa được chỉ định. Phải xin giấy phép của Bộ Nội vụ Israel.
- Viếng thăm các nhà thờ trên núi vào những giờ riêng.
- Ở khoảng 3 phần tư quãng đường lên núi, có một lối đi vòng quanh núi, các xe tư nhân có thể sử dụng.
- Núi Tabor là một trong các nơi được dùng cho môn tàu lượn (hang gliding).